# 梁家傑
梁家傑，SC（1958年2月22日—），香港廣東省江門新會市人士，1980年代中期加入香港資深大律師，前任公民黨主席、黨魁及副主席（內務）、香港立法會議員、泛民飯盒會召集人及前香港大律師公會主席，代表九龍東。
2014年度香港立法會工務委員會主席（負責批核政府建築工程收支）。在立法會政府帳目委員會與官員對質著稱，任內參與調查廉政專員湯顯明隱瞞應酬帳目案、旅遊事務署盛事基金亂花公款案等。
2007年3月25日，梁家傑在第三屆行政長官選舉中以123票敗給曾蔭權的649票，並在選舉過程中強調了「要顯示小圈子選舉的不公義」。在該次選舉與爭取連任的曾蔭權一對一競選，兩人在電視直播辯論上針鋒相對，成為一時佳話。是次選舉亦令梁家傑名望大增，後來在2014至2015年，梁家傑曾參與雨傘革命期間成為的泛民會議之飯盒會召集人。

## 生平
梁家傑生於香港，籍貫廣東江門市新會區，是天主教徒。小時候家住旺角翠園，父親在英皇書院畢業，二次大戰曾任美軍翻譯，之後在香港飛機工程公司當會計。梁家傑1971年畢業於喇沙小學，1976年畢業於九龍華仁書院，1982年取得香港大學法律學士學位。1983年取得香港大學法律專業證書，並獲認許為大律師。1984年取得英國劍橋大學法律碩士學位。1998年認可為資深大律師，為主權移交後首批資深大律師之一。就讀香港大學時認識現任太太陳淑儀，兩人為同屆同學，曾分別擔任法律系學生會會長和秘書，於1987年結婚，育有一個女兒及一對孖仔。自2004年起獲選為九龍東立法會議員，亦是現任公民黨主席。他是公民黨和前《基本法》四十五條關注組的核心成員，也是香港泛民主派的一員。

### 莊豐源案
香港終審法院在2001年7月20日判決特區政府在莊豐源案敗訴後，當時特區政府表示不會尋求人大釋法，會尊重判決及採取適當措施執行判決，當時任大律師公會主席的梁家傑對此表示歡迎，認為這樣能避免對法治、司法獨立及一國兩制造成影響。

### 當選立法會議員

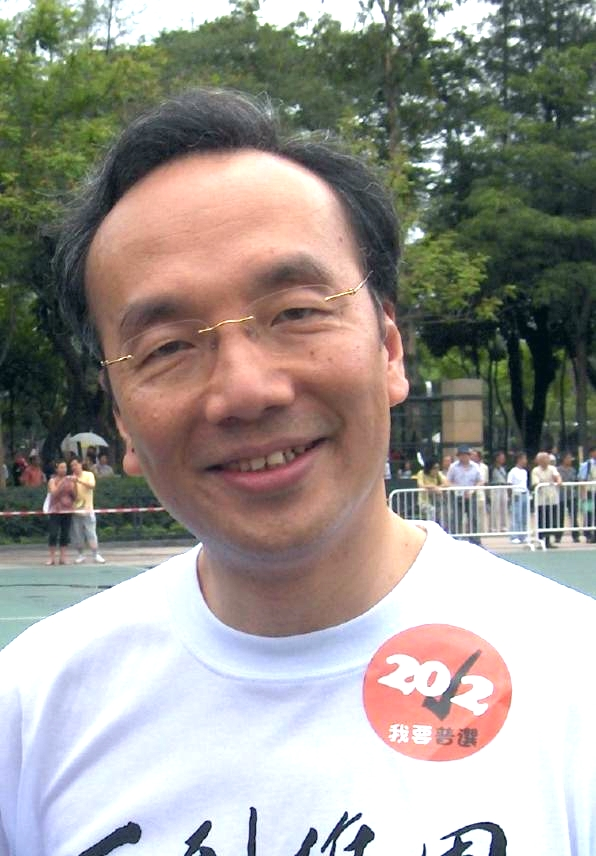
梁家傑2007年爭取2012真普選遊行

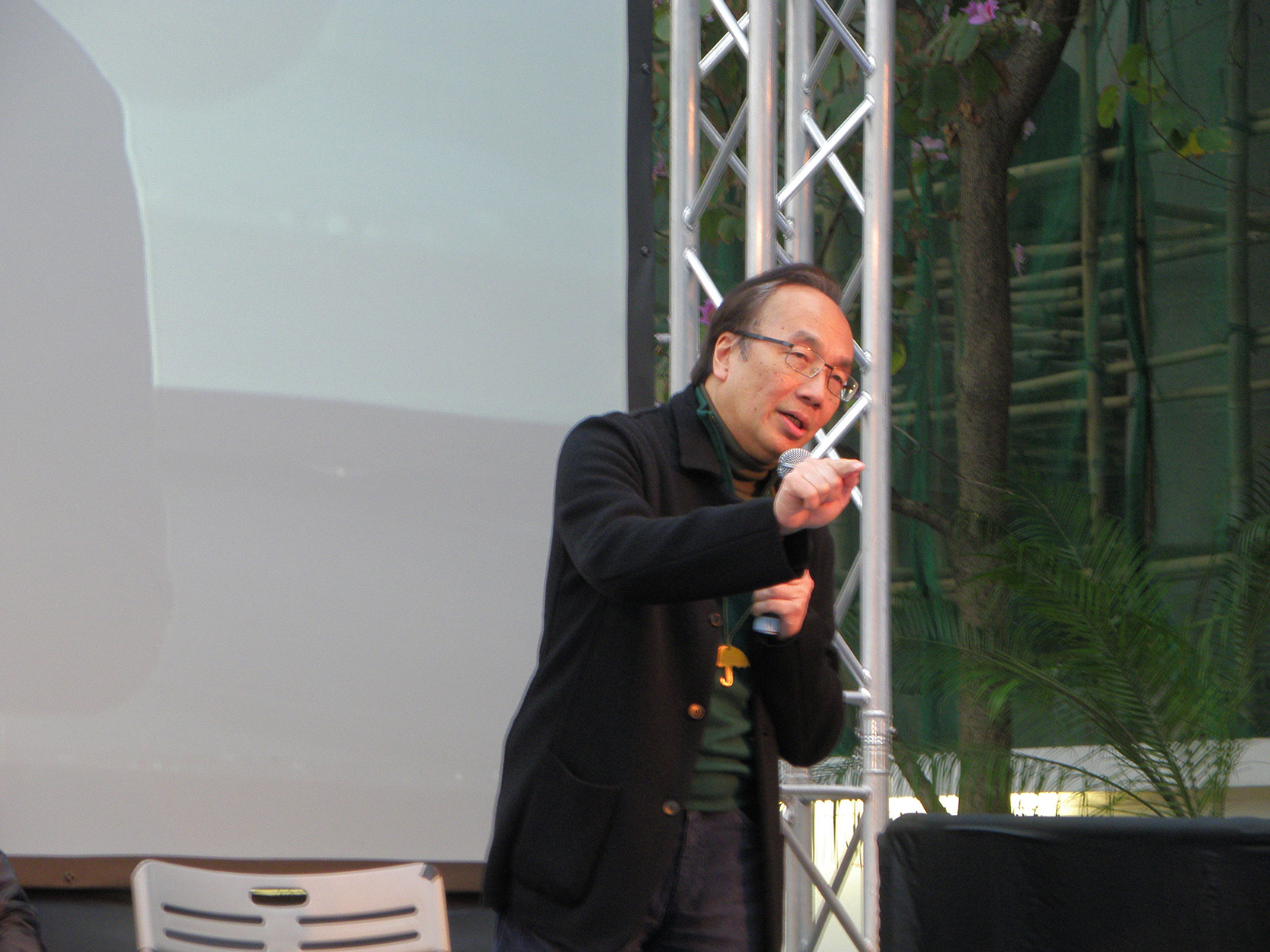
2015年2月底，梁家傑在遊行後講話

2004年，他參加2004年香港立法會選舉出戰九龍東地區直選，成功當選，連任至2016年。梁曾任泛民飯盒會的召集人。
2012年10月10日，他代表泛民主派參選香港立法會主席，以27票落選，對手民建聯曾鈺成在建制派支持下以43票成功連任立法會主席。
2014至2015年的立法年度，梁擔任香港立法會工務小組委員會主席。

### 參選行政長官選舉
梁家傑於2006年11月表態參加2007年香港行政長官選舉，以挑戰當時或自動當選的曾蔭權及顯示小圈子選舉的不公義為目標，要求對方公開個人政綱，並得到泛民主派支持。由於他常在口袋放置一條手巾，因此人們稱他為「袋巾梁」，對應其對手曾蔭權的「煲呔曾」。
2007年2月14日，他在中環宣布得到132名選委的支持，成功取得參與特首選舉的候選人資格，被視為歷來首位未獲中央支持下，能成功參選的政治人物。當時，屬於泛民主派陣營的134名選委中，共有130人提名梁家傑，沒有提名的4人包括梁家傑自己、街工立法會議員梁耀忠、法律界戴啟思及衛生服務界潘德輝。另外有2名非泛民陣營的選委亦向他提名，此兩人為宗教界的屠凌珠及高等教育界的張楚勇。
2007年3月25日選舉，梁家傑被曾蔭權以649對123票擊敗落選；此外他揚言會在2012年捲土重來。但隨着2011年9月底公民黨特別黨員大會以大比數票通過不會派員參選2012年行政長官選舉，梁家傑不會出選。民主黨何俊仁代為出選，挑戰梁振英及唐英年，聲稱要再次顯示小圈子選舉的不公義。

### 五區總辭

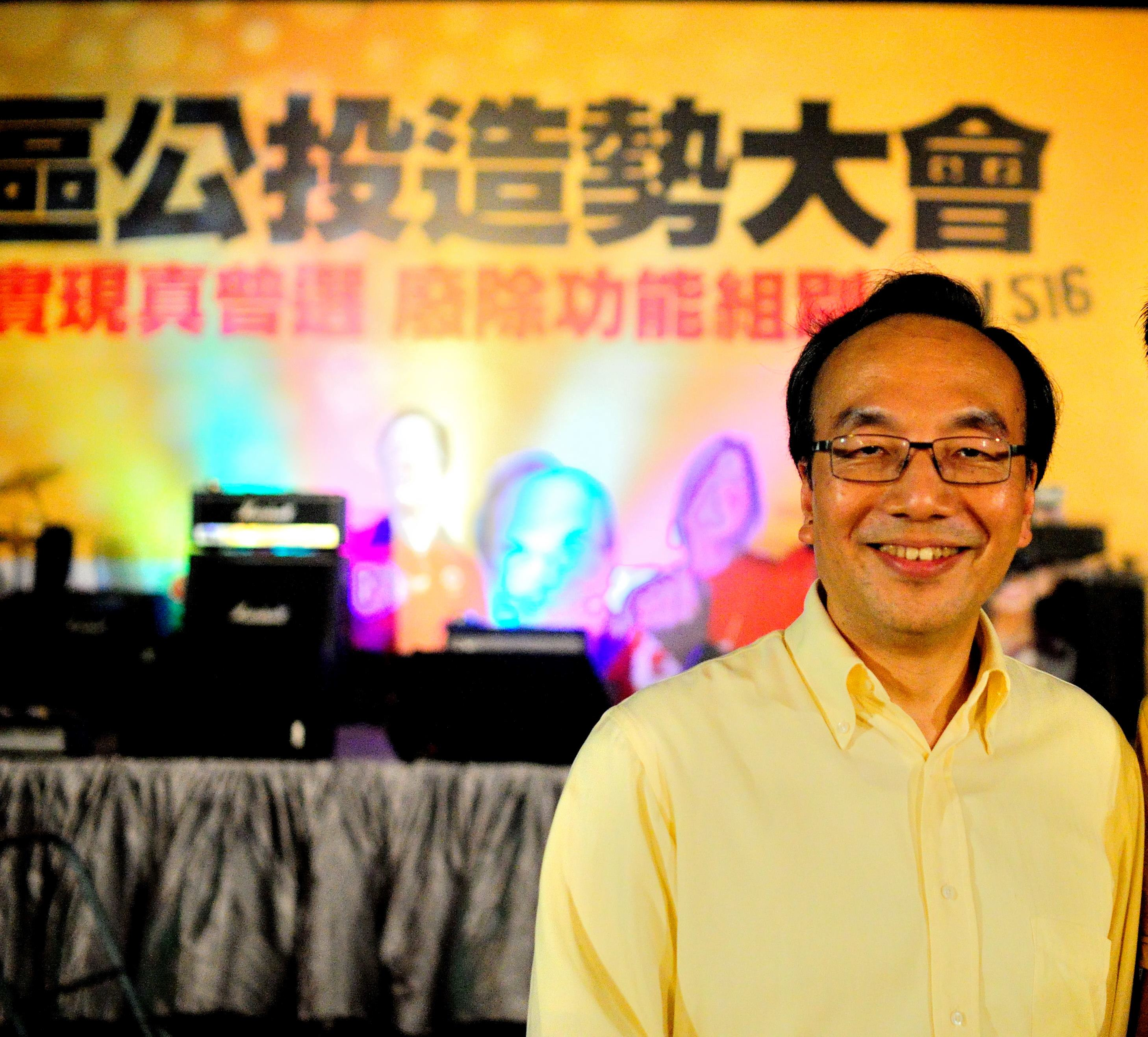
梁家傑在五區公投爭取真普選大會上

2010年1月27日，梁家傑聯同其他4名議員，包括陳淑莊、黃毓民、陳偉業、梁國雄，辭去立法會議員職務。再參加補選，因香港並沒有公投法，他們要借補選讓全港市民進行一次變相「公投」，「公投」議題為「實現真普選，取消功能組別」，為香港政制改革、功能組別的存廢表態。
2010年4月7日，梁家傑宣佈參選2010年香港立法會補選。結果得8萬多票再當選，重返立法會。然而由於民主黨及多個泛民議員與中聯辦會面時提出的節衷方案得到政府接納，讓不屬現存功能組別之選民以一人一票選出立法會新增五席「區議會功能界別」議席，以換取民主派在立法會內的支持票，2012政改取得足夠票數順利通過。
五區公投令泛民主派內部嚴重分裂，社民連及一些激進民主派人士指責民主黨及溫和泛民「出賣香港人」、「投共」。公民黨內亦有不滿聲音。核心成員湯家驊不滿領導層日漸激進，拒絕和中央建立互信。六年後，經過佔中、2017政改被否決，湯家驊正式退黨，同時辭任立法會議員。湯批評，自2009年五區公投起，公民黨與當天他組黨時的立場完全不同，不但未有盡力爭取中間派支持，還執意與中央對抗。湯又指責泛民主派沒有和北京溝通，認為這樣做令雙方關係轉差，無法達至真普選。其後湯更點名批評包括梁家傑在內的公民黨領導層未有釋出善意，與時任特首梁振英會面不足十分鐘已不歡而散，會面後又繼續批評梁振英，未有盡力修補雙方關係。對於與中央對話，梁家傑認為，中央要的溝通前提，是要放下尊嚴、放棄獨立思考，「這分明是招降」。

### 外傭居港權爭議
在2011年的外傭居港權爭議中，梁家傑指《入境條例》附表已為「以香港為永久居住地」列出4個條件，即使外傭在司法覆核勝訴，絕大多數外傭也會因為不符合該4個條件而不會獲得永久居港權。梁家傑在一封公開信中指《入境條例》附表條件「包括有否在港納稅、有否在港持有物業、家庭成員是否在港等等」。自由黨主席劉健儀認為梁家傑所說的「四大關卡」與《入境條例》附表原文不符，批評梁家傑「偷換概念，指鹿為馬」及誤導市民。香港《文匯報》有評論批評梁家傑「故意以假資訊來誤導市民，令市民誤以為影響不大而掉以輕心，甚至原諒公民黨的“賣港”惡行」。
梁家傑因黨友李志喜為外傭打官司而備受批評，同時公民黨的支持度亦大跌。數年後受訪時，梁家傑解釋法律界有所謂的「驛站原則(cab-rank rule)」，像的士司機不能拒載一樣，行規是大律師不能隨便拒絕接案，否則一些特殊求助人將無法得到應有的法律支援。梁指出，外傭居港權案中有一些法律觀點需要釐清，這樣才對香港人及其他持份者公平，而全港擅長相關案件的大律師只有幾人，其中一位是公民黨的李志喜。梁的講法與前大律師公會主席林孟達的講法吻合。林在2012法律年度開啟典禮致辭時強調，當大律師出庭代表某方時，該名大律師只是在履行「驛站原則」，希望公眾理解。

### 雨傘革命

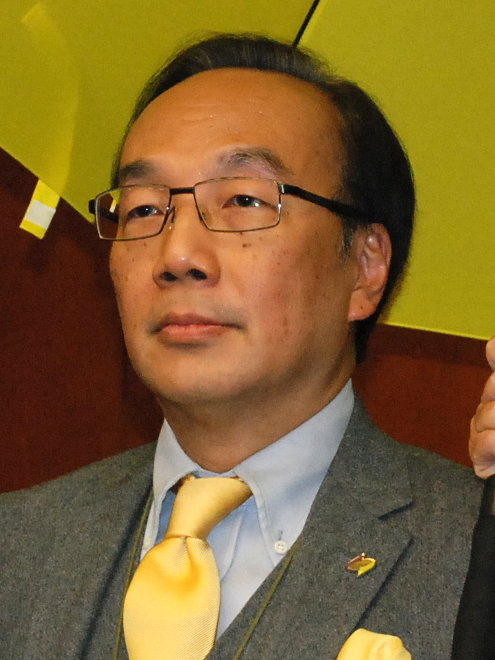
梁家傑（2014年）

2014年9月28日戴耀廷宣佈佔領中環提早啟動，聲援學聯、學民思潮等組織發動的罷課行動，以公民抗命表達對全國人大常委會為2017特首選舉設限的不滿。時任泛民飯盒會召集人梁家傑與多名民主派議員前往支援。當日下午數以十萬計市民佔領金鐘、中環多段道路，爭取真普選、公民提名，並要求警方釋放早前被捕的學生領袖黃之鋒、岑敖暉及周永康等人。其後警方向人群施放催淚彈，示威者流動佔據多處道路，包括灣仔、金鐘、中環、旺角。梁家傑及泛民主派批評警方的做法，認為他們對和平示威者濫用暴力。
佔領行動演變成雨傘革命，並持續79日，期間發生多次嚴重警民衝突、連串懷疑警察不當使用暴力及濫權事件。梁家傑與泛民議員多次就此在議會中質問時任保安局局長黎棟國等香港的政府官員。同年十二月，警方正式在金鐘清場，梁家傑以及多位泛民主派立法會議員、學生領袖靜坐被捕。及後警方以涉及非法集結等罪名拘捕他們，他們拒絕保釋，獲無條件釋放。

### 政改方案後完結卸任立法會
2015年6月18日翌年，27位民主派議員及醫學界梁家騮議員反對2016至2017年度香港選舉制度政改方案，加上建制派因「等埋發叔」離場，令議案被大比數否決。梁家傑在發言時指出，要保住拒絕「指鹿為馬」的尊嚴，要對得住下一代，因此要否決沒有真選擇的「假普選」，才不讓下一代成小圈子選舉的「橡皮圖章」。他又反駁部分溫和民主派人士的質疑，反問他們「澳門很乖，但澳門有民主嗎?」。
2015年9月；梁家傑完結否決政改後，同日召開記者會，宣布因為下年底換屆選舉，已即將交吉之後，完成後不會爭取尋求連任，並不角逐放棄參加競選，立法會議任期至2016年9月30日完結，結束12年的立法會議員生涯、由譚文豪、楊岳橋接替。另外，接受訪問表明將會在明年今屆會期後「交棒」，不會競選連任，將議席留給公民黨的年青人。又指出未來泛民需要走進群眾，更本土化及年青化。至於爭取民主策略，梁認為溝通並非不可行，但大前提是中央需尊重泛民獨立思考的能力。當被指領導公民黨轉為激進，放棄過往領導民主派與中央對話溝通的溫和路線，梁憶述，零五年全國人大常委會香港基本法委員會主任喬曉陽到港時，和他關係相當好，還在聚會中主動問到「家傑來了沒有?」，但後來梁家傑以致整個民主派與中央關係轉差，梁認為這是因為他和其他泛民主要人物明白到與中央溝通十分困難，「要放下是非之心」、「放棄拒絕指鹿為馬的尊嚴」。梁又說，曾經嚮往的「理性、溫和」在過去十年僅僅換來了一些動聽的話，中央的行徑令他看不到任何互信的可能。

### 反修例运动期间
2019年7月18日举行的港大校長與學生論壇中，梁家傑发言时宣称“有時候暴力或可能是解決問題的方法”（violence may sometime be THE solution to a problem），引爆全场，但校长张翔在回应中即刻表示反对该主张。

### 公民黨解散

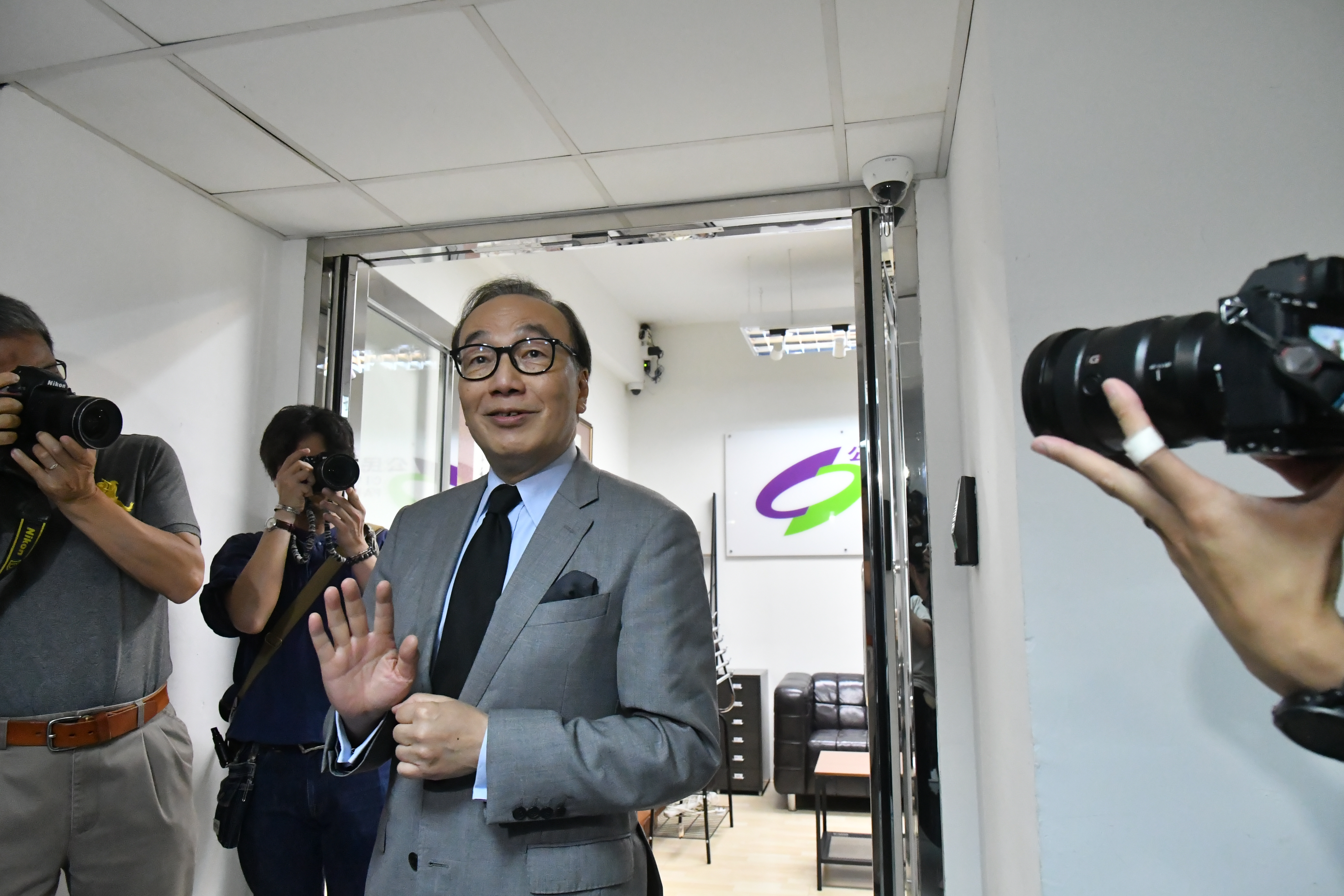
攝於2023年5月27日，在公民黨成員清盤後的最後一任主席為梁家傑

2021年3月3日，公民黨原定創立15周年，公民黨騰出後的前黨魁楊岳橋、黨員副主席譚文豪、郭家麒及東區區議會議員李予信，因參與「35+47」個人初選案而事件被控串謀顛覆國家政權罪而正被還柙，四人經已相繼辭職並退出公民黨，剩下是公民黨主席梁家傑等。至2023年5月27日下午，梁家傑作為最後一任主席宣佈公民黨清盤後解散。

## 學歷及專業資格
- 喇沙小學畢業
- 九龍華仁書院畢業
- 香港大學法律學士（1982年）
- 香港大律師（1983年）
- 英國劍橋大學休斯學院法律碩士（1984年）
- 香港資深大律師（1998年）

## 現任公職
- 市區重建局非執行董事（2005年5月 -）
- 雙語法律制度委員會委員（1997年 -）
- 投訴警方獨立監察委員會副主席（2005年1月 -）
- 應用研究局董事（2000年2月 -）
- 社會福利署暴力及執法傷亡賠償組組員（2000年6月 -）
- 香港大學法律學院法律專業教育系名譽講師（2000年9月 -）
- 水污染管制上訴委員會主席（2001年1月 -）
- 香港貿易發展局專業服務諮詢委員會委員（2002年1月 -）

## 歷任公職
- 香港大律師公會主席（2001年1月 - 2003年1月）
- 香港大律師公會內地執業及關係委員會主席（2000年－2004年）
- 香港特別行政區中央政策組非全職顧問（2000年－2002年）
- 檢討香港法律教育及培訓督導委員會委員（1999年－2002年）
- 香港特別行政區中央政策組社會凝聚力小組組員（2002年8月 - 2003年7月）
- 教育統籌局師訓與師資諮詢委員會初職教師見習評審專責小組主席（2003年）
- 投訴警方獨立監察委員會會員（2000年－2004年）
- 公民黨黨魁（2011年 - 2016年）
- 公民黨主席（2016年 - 2023年）
- 立法會議員（九龍東）（2004年10月 - 2016年9月）

## 家庭
梁已婚，妻子陳淑儀；育有一女兩子。